# 시노페의 디오예니스
디오게네스 호 시노페(그리스어: Διογένης ὁ Σινωπεύς, 기원전 412년경 ~ 기원전 323년경)는 고대 그리스의 철학자이다. 키니코스 학파의 대표적 인물로 시노페에서 출생하였으며, 안티스테네스의 제자이다. 그는 문명을 반대하고, 자연적인 생활을 실천한 철학자로 유명하다.
그의 실생활 표어는 아스케시스(고대 그리스어: ἄσκησις, 가능한 한 작은 욕망을 가지는 것), 아나이데이아(고대 그리스어: ἀναίδεια 수치심을 느끼지 않는 것), 아우타르케이아(고대 그리스어: αὐτάρκεια, 스스로 만족하는 것)이다. 아무런 부족함도 없고, 아무것도 필요로 하지 않는 것이 자연신의 특징으로, 필요한 것이 적을수록 그만큼 자연에게 가까워지는 것이 된다고 하였다. 이러한 자연적인 반문명의 사상을 그는 실행하여 생애에 한 벌의 옷과 한 개의 지팡이와 자루를 메고, 통 속에서 살았다. 견유학파를 가리키는 고대 그리스어인 '키니코이(고대 그리스어: Κυνικοί)'는 그가 통 속에서 살았기 때문에 "개"(고대 그리스어: Κύνος 키노스[*])라고 불린 데에서 나온 말이다. 당시 알렉산드로스 대왕이 그를 찾아와 '원하는 것이 무엇인가'를 물었을 때, '아무것도 필요없으니 햇빛을 가리지 말고 비켜 서라'고 했다는 일화는 유명하다.